# Fuga de Varennes

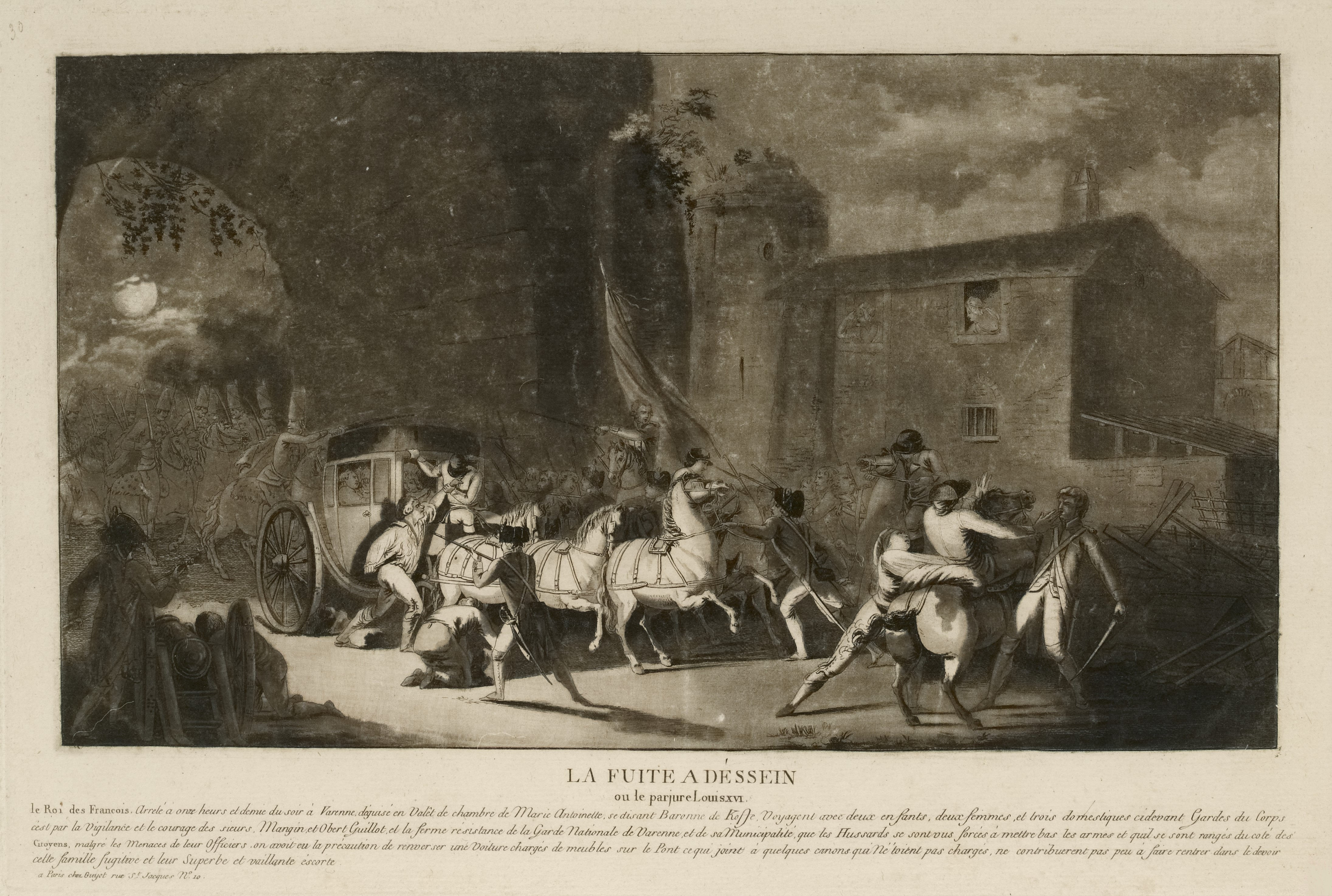
Grabado de la fuga de Varennes.

La fuga de Varennes (20 y 21 de junio de 1791) fue un episodio importante de la Revolución francesa, durante el cual el rey francés Luis XVI, la reina María Antonieta y su familia inmediata intentaron llegar al bastión realista de Montmédy, desde donde el rey esperaba lanzar una contrarrevolución, y fueron detenidos en ruta en Varennes-en-Argonne..
La salida de la familia real de París había sido un proyecto recurrente desde el 5 de octubre de 1789, cuando se discutió por primera vez en consejo, pero esta vez la situación provocó que el rey Luis XVI autorizase a su séquito y al de María Antonieta de Austria, dirigidos por Hans Axel de Fersen, a presentarle un plan minuciosamente organizado para una fuga del palacio de las Tullerías. El rey ya no tenía libertad de movimientos y, de hecho, tanto él como su familia permanecían encarcelados en París, bajo estrecha vigilancia. La Fayette, como general al mando de la Guardia Nacional, era responsable de proteger al ejecutivo, pero también de vigilar de cerca a la familia real. Como primer oficial en ser informado de la partida, él solo dio inmediatamente la orden de enviar hombres en todas las direcciones posibles, lo que condujo a la captura del rey. La Fayette, pronto seguido por la Asamblea, redactó y defendió una comunicación pública del supuesto secuestro del rey, y no hizo circular la Declaración a todos los franceses redactada por Luis XVI para explicar su salida de París.
El plan de fuga consistía en dirigirse discretamente a la fortaleza de Montmédy, para reunirse con el marqués de Bouillé, general en jefe de las tropas del Mosa, Sarre y Mosela, que había coorganizado el itinerario. Una serie de errores en la aplicación de este plan condujeron al fracaso del intento, lo que favoreció la idea de establecer una república.
El acontecimiento provocó una escisión entre el Club des feuillants, que se oponía al derrocamiento del rey a pesar de su fuga, y los jacobinos republicanos, ahora asociados a Robespierre.

## Contexto

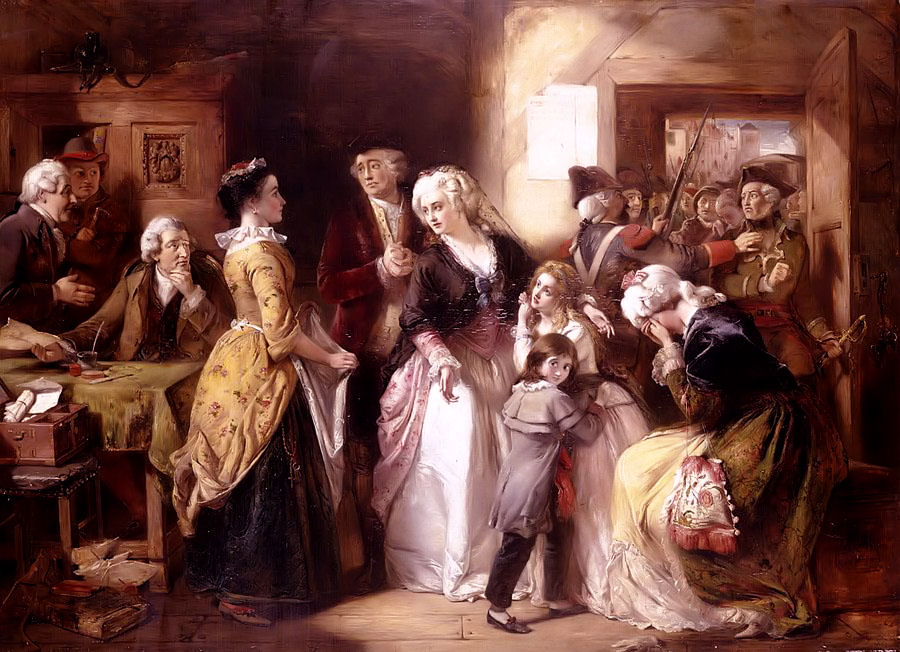
Luis XVI y su familia, vestidos de burgueses, detenidos en Varennes. Cuadro de Thomas Falcon Marshall (1854)

Privado de gran parte de su autoridad y hecho materialmente prisionero por los eventos iniciales de la revolución de 1789, Luis XVI tuvo que aceptar por muchos meses los decretos de la Asamblea Constituyente, sin poder para rechazarlos o impedir su aplicación efectiva. Pero la Constitución Civil del Clero (por medio de la cual se subordinaba el clero católico francés al Estado) hirió la conciencia y el orgullo de los monarcas, que antaño se jactaban de protectores del catolicismo. Desde el otoño de 1790 algunos aristócratas franceses, en connivencia con diplomáticos foráneos, comenzaron a planear la liberación de la familia real y su fuga al extranjero. El rey Luis, incapaz de un gran esfuerzo de voluntad y reacio a abandonar Francia, fue incitado por la propia reina María Antonieta, quien astutamente percibió la degradación de la autoridad real y la pérdida de las prerrogativas reales que su hijo heredaría.
El rey y la reina fallaron al medir cualitativa y cuantitativamente las causas que provocaron el estallido de la Revolución. Atribuían todos los «infortunios» al trabajo de una facción malévola, y creían que, si ellos podían escapar de París, una exhibición de fuerza de los Borbones hubiera posibilitado la restauración de su supremacía ante el pueblo. La Guardia Nacional de París trataba bien a la familia real y la protegió en muchas ocasiones de multitudes enfurecidas, pero estaban determinados a evitar su fuga. Cuando Luis intentó salir de las Tullerías con dirección a Saint-Cloud para la Pascua de 1791, con el objeto de encontrarse con un sacerdote no juramentado (aquellos que no habían jurado la referida constitución civil), los miembros de la Guardia Nacional no lo permitieron. Mirabeau, quien siempre había sido capaz de disuadir al rey de buscar ayuda externa, había muerto el 2 de abril de 1791.

## Plan de la fuga

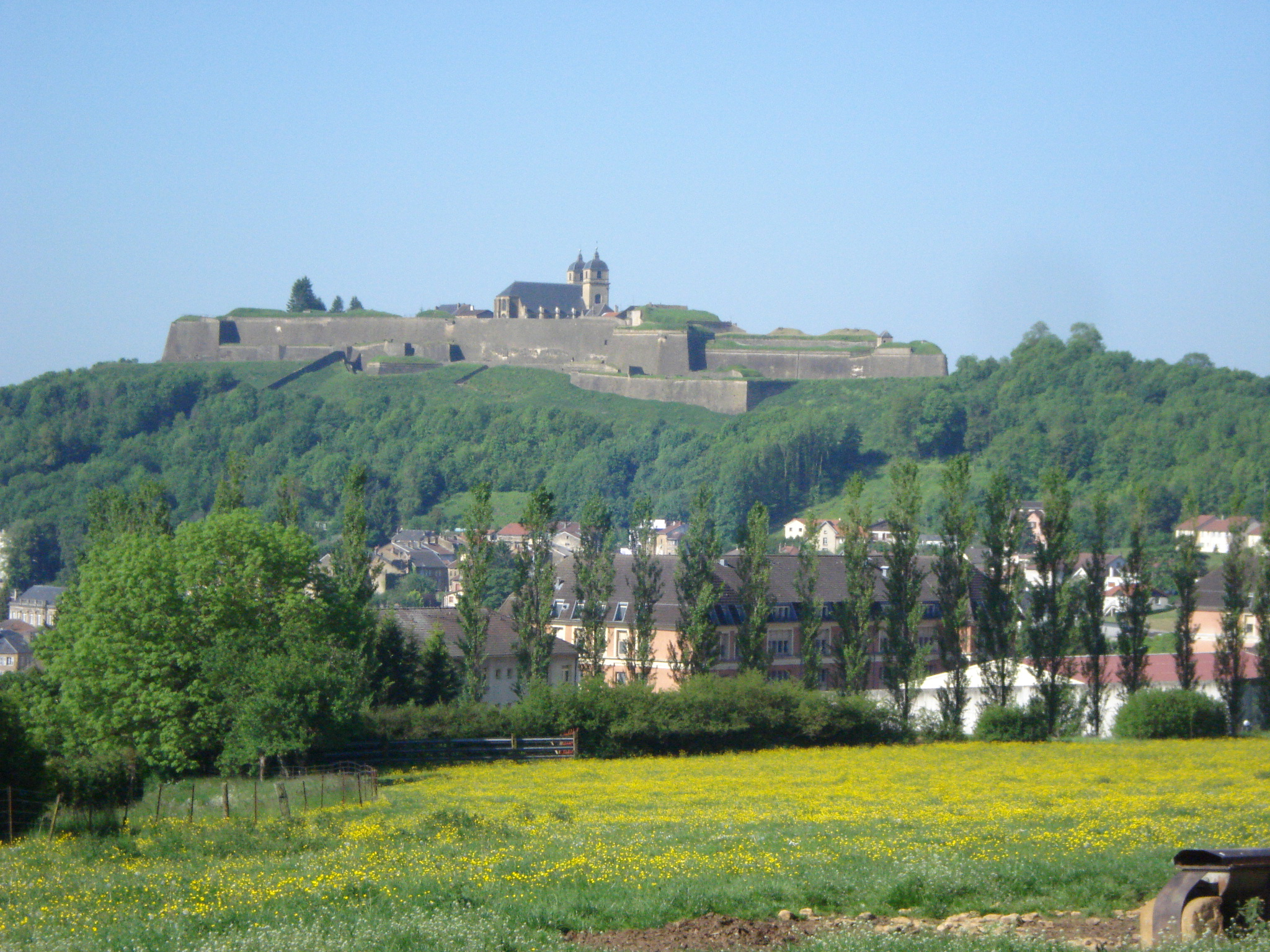
La fortaleza francesa de Montmédy

Los primeros indicios de los preparativos de la fuga datan de septiembre de 1790. Parece que el plan inicial fue presentado por el obispo de Pamiers, Joseph-Mathieu d'Agoult: "Abandonar su prisión en las Tullerías y retirarse a una ciudad fronteriza bajo el mando del marqués de Bouillé". Allí, el rey reuniría tropas "así como a aquellos de sus súbditos que le habían permanecido leales y trataría de hacer regresar al resto de su pueblo que había sido desviado por los facciosos ". Sin embargo, si este plan fracasaba, estaba previsto recurrir a los "aliados", es decir, al emperador del Sacro Imperio Romano Germánico, Leopoldo II de Austria, hermano de María Antonieta.
La fuga fue planeada y organizada por el conde sueco Hans Axel de Fersen, quien se pensaba era amante de la reina, así como los ojos, oídos y boca de Gustavo III de Suecia. Cooperaban también el barón de Breteuil, diplomático, y el militar marqués de Bouillé, apoyado a su vez por el duque de Choiseul, un joven oficial de caballería. 
Aunque el plan estuvo bien organizado, se encontró con múltiples dificultades en los días en los que se llevaría a cabo. Originalmente se proyectó que el rey Luis partiría de París en un pequeño carruaje que pasara inadvertido. Sin embargo, Luis XVI creía que él debería viajar en un carruaje hecho para reyes, reclamaba usar una berlina de seis pasajeros adultos, que habría despertado la curiosidad de cualquiera; Breteuil y Bouillé también advertían la dificultad de sacar secretamente a muchas personas de las Tullerías, que -a diferencia del pabellón real de Versalles- era un palacio fuertemente guardado y situado en medio de la urbe parisina, a la vista de cualquier transeúnte, siendo que la salida de un gran carruaje lleno de individuos arriesgaba el secreto del plan. Ante ello, se logró que el rey y la reina aceptaran partir de las Tullerías en un pequeño carro hasta las afueras de París, donde les esperaría la gran berlina que deseaban, aunque esta última tendría aspecto de coche de postas para no llamar la atención. 
En segundo lugar, la reina exigió a última hora que partiera con ellos la marquesa de Tourzel, institutriz de los príncipes, pues esta dama en su empleo había jurado nunca separarse de tales niños; para dar lugar a la marquesa de Tourzel, el duque de Choiseul debió dejar atrás al marqués de Agoult, un útil soldado experimentado en transportes. 
Para colmo, la reina María Antonieta exigió llevar a su peluquero, Leónard, siendo que otro error de Choiseil fue encargar a este individuo inexperto importantes instrucciones sobre horas y lugares para esperar tropas leales, que les escoltaran durante el trayecto de casi cien kilómetros hasta la fortaleza francesa de Montmédy. Un tercer error fue admitir que los reyes seleccionen como cocheros a tres guardias de corps elegidos por la reina, Malden, Vallory, y Moutier, hombres leales pero sin experiencia alguna en operaciones de secreto militar, sin que Bouillé o Choiseul impidan tal elección, no obstante se dispuso que estos tres "cocheros" utilizaran libreas típicas de correos (para así poder cambiar de caballos más rápido).
Así, al llevar a más personas de las necesarias, y en un carruaje vistoso, la familia real era más difícil de ocultar, pero todos los fugitivos adoptarían falsas identidades en caso necesario, para lo cual el conde Fersen había obtenido del ministro Armand Montmorin los pasaportes para una presunta aristócrata extranjera, la baronesa de Korff. Así, la marquesa de Tourzel iba identificada como baronesa de Korff, el rey Luis como un mayordomo, la reina María Antonieta como la institutriz de sus hijos, los dos hijos de la pareja real iban vestidos de niñas y como hijas de la supuesta "baronesa", y la hermana del rey aparecía como dama asistente. 
El plan era que la berlina saliera de París lo más rápido posible, y usar la ruta de Châlons-en-Champagne para llegar a Montmédy. Primero los fugitivos saldrían de París y cambiarían de caballos en el poblado de Bondy, a las afueras de la capital, hasta donde les acompañaría el conde Fersen. Luego llegarían a Somme-Vesle, donde un destacamento de 40 húsares leales, enviado por Choiseul, escoltaría de lejos a la berlina, impidiendo que se acercara algún perseguidor. Luego llegarían a Clermont-en-Argonne, donde un destacamento de dragones de caballería reemplazarían a los húsares como escolta, hasta pasar el pueblo de Varennes y llegar a Dun-sur-Meuse, donde esperaba otro escuadrón de húsares mientras un destacamento de caballería del Regimiento Real Alemán esperaba en Stenay, el último puesto militar antes de llegar a Montmédy, siendo que todos estos movimientos de tropas de protección estaban coordinados por Choiseul y Bouillé, entendiendo que los soldados leales esperarían durante la noche al rey sin moverse de sus puestos.

## La fuga

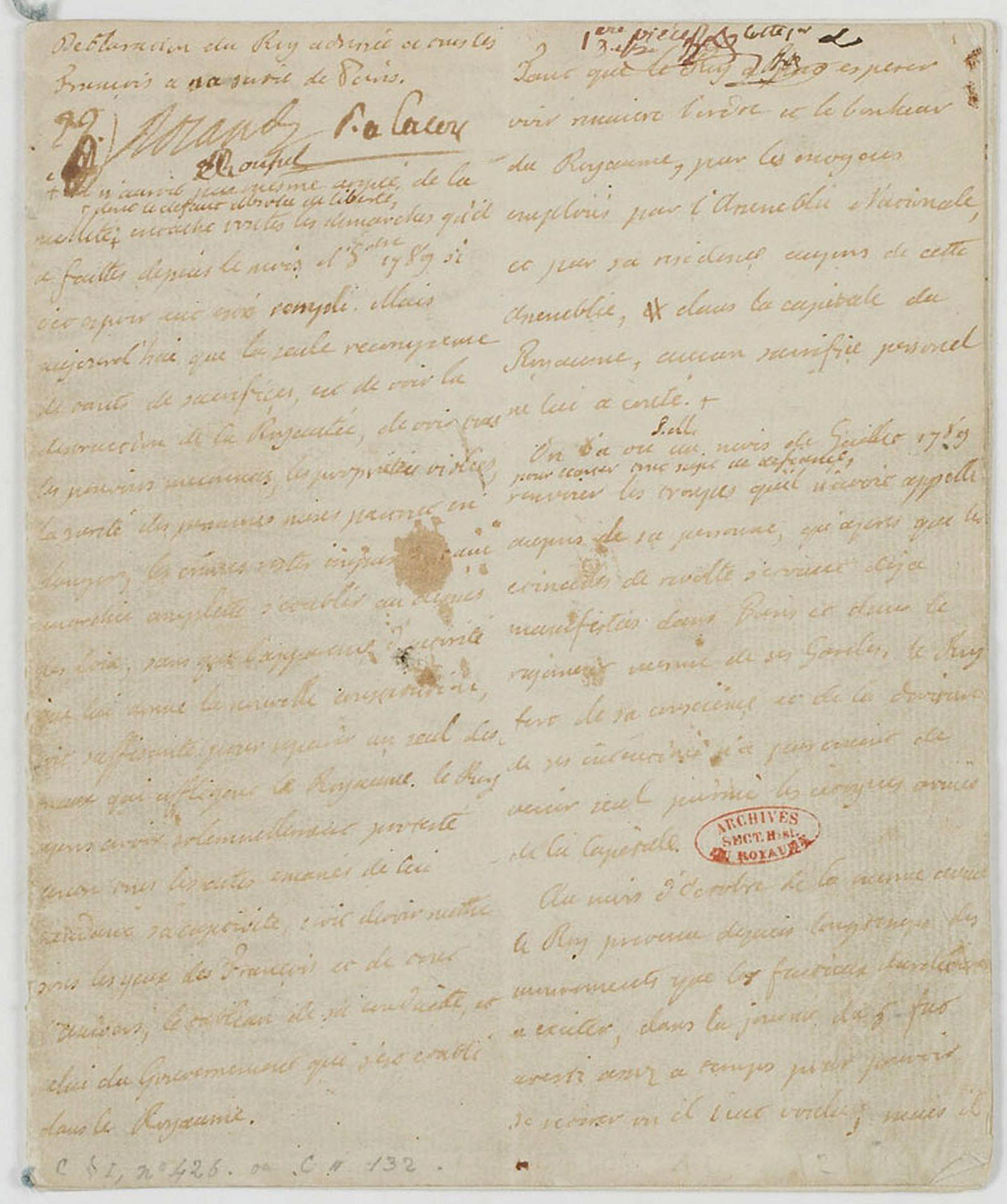
Declaración autógrafa de Luis XVI al pueblo francés a su salida de París el 20 de junio de 1791

Manteniendo aparentemente una conducta inocua, y confiando a muy pocos sus planes secretos, en la noche del 20 de junio de 1791 la familia real en las Tullerías cumplió el protocolo usual de cena y despedida de sus servidores, para ir a dormir en sus habitaciones a las 23 horas del día 20, conociendo de antemano el paradero y ubicación de los guardias del palacio. A las 00.10 horas del día 21 los reyes y su comitiva abandonaron las Tullerías, no en grupo sino uno por uno, disfrazados. Un pequeño carruaje les esperaba en el bulevar para recogerlos en el camino hacia Châlons y Montmédy. 
Luis XVI dejó en su cama la Declaración a todos los franceses, un documento de 16 páginas en el exponía su visión política. Por un lado, Luis XVI acusó a los jacobinos y a su creciente influencia en la sociedad francesa. Por otro, explicaba su deseo de una monarquía constitucional, con un ejecutivo poderoso y autónomo de la Asamblea. Este importante documento histórico fue redescubierto en mayo de 2009 y adquirido por el Museo de cartas y manuscritos de París. El rey comenta sus sentimientos sobre la Revolución, criticando algunas de sus consecuencias, sin rechazar sus grandes reformas, como la abolición de las órdenes y la igualdad civil.
En las afueras del palacio, subieron al pequeño carro que les llevaría a La Villete, allí hallan la berlina a las 01.50 horas, 90 minutos más tarde de lo previsto, y logran cruzar con relativa facilidad la primera barrera de salida de París, acompañados del conde sueco Axel de Fersen. A las 02.30 la berlina llega a Bondy donde les deja Fersen; a las 04.00 horas los fugitivos llegan a Claye-Souilly donde se les unen dos servidoras, madame Brunier y madame Neuville.
La desaparición de la familia real fue descubierta a la mañana siguiente, a las 7 horas, por servidores y guardias de las Tullerías, y la noticia se difundió pronto por todo París. En las calles, una enojada multitud que temía una invasión o una guerra civil acusó a Jean-Sylvain Bailly y al marqués de Lafayette (jefe de la Guardia Nacional) de complicidad en la huida. Sin embargo, la Asamblea pronto controló la situación: incrementó su poder ejecutivo; encargó a Montmorin, el ministro de Asuntos Exteriores, informar a las potencias europeas sobre sus intenciones pacíficas, envió comisionados para asegurar un juramento de las tropas a la Asamblea (en vez de al rey).

## Captura

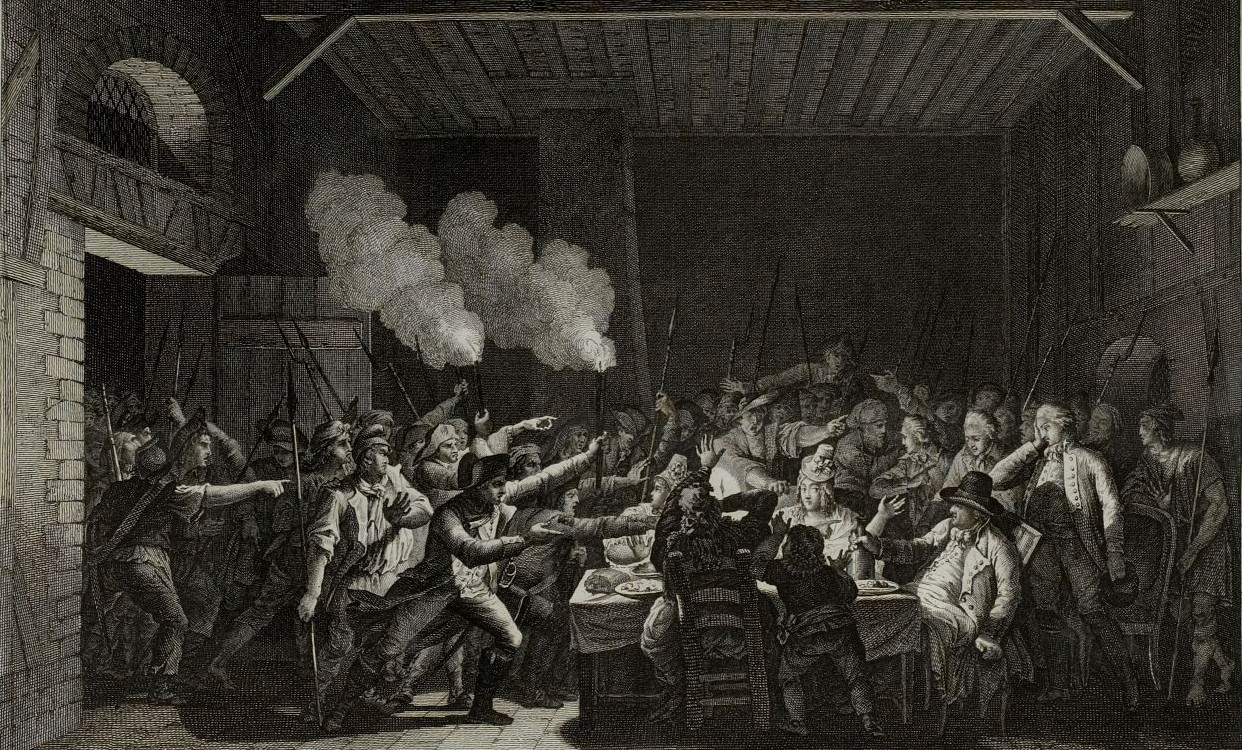
Arresto de Luis Capeto en Varennes el 22 de junio de 1791, grabado de Jean-Louis Prieur

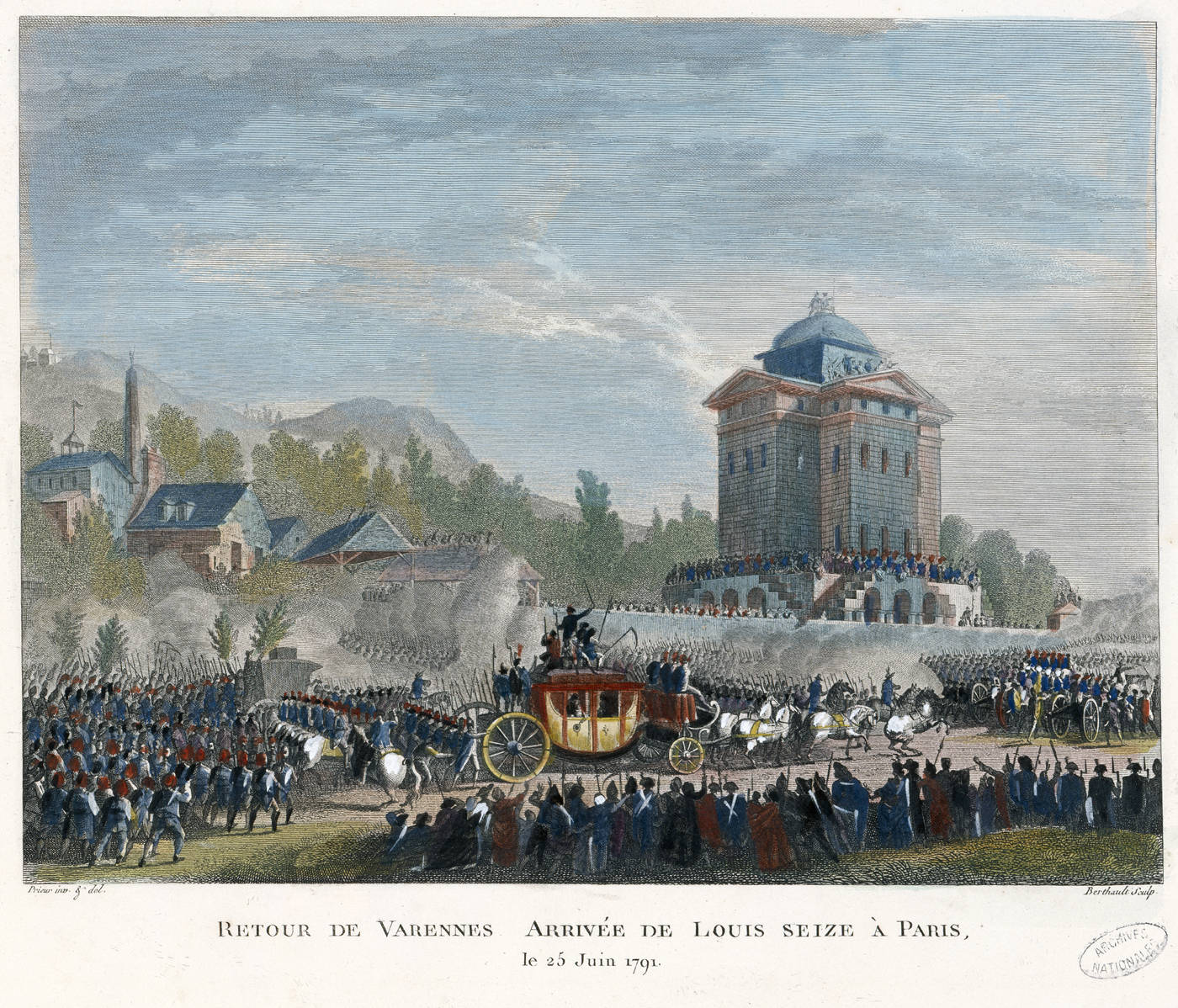
Llegada de Luis XVI a París el 25 de junio de 1791 (Duplessi-Bertaux según un dibujo de J-L Prieur).

A lo largo del día 21 los fugitivos siguieron su camino pero hacia las 10 horas fueron reconocidos por un posadero, Picard, en el pueblo de Viels-Maisons. Luego a las 11 horas arriban los reyes a Montmirail pero llevan tres horas de retraso, siguiendo hacia el pueblo de Chaintrix-Bierges donde a las 14.30 horas de nuevo el rey es reconocido, esta vez por un jefe de correos, al mismo punto llega el oficial Romeuf -enviado de La Fayette- a las 17 horas para alertar de la fuga del rey. No obstante, a las 16 horas los húsares dirigidos por el duque de Choiseul y apostados en Somme-Vesle deben replegarse a Varennes-en-Argonne tras ser amenazados por el vecindario armado, sin poder ya esperar al rey. A esa misma hora los fugitivos llegaban a Chalons y de ahí seguían el camino a Sainte-Menehould, donde llegan a las 20 horas. Allí el jefe de correos, Jean-Baptiste Drouet, reconoce al rey y lo comunica a la municipalidad, que le requiere seguir a los fugitivos con ayuda de Jean-Chrisosthome Guillaume.
A las 22.50 horas los fugitivos llegan a Varennes-en-Argonne y poco después llegan al mismo punto Drouet y Guiilaume, quienes no siguieron el camino de correos sino que cruzaron el bosque de Argonne a caballo. Drouet y Guillaume contactan con el alcalde del poblado, Jean-Baptiste Sauce, y le advierten de la fuga del rey. Sauce lanza la alerta en Varennes y nota la llegada de los fugitivos, a quienes ordena bajar del carruaje y los lleva a su domicilio particular, adonde llama al juez Destez -quien había visto al monarca en Versalles. El juez reconoce al rey Luis formalmente, abonando la sospecha de Drouet, y el alcalde Sauce lanza la alerta a los poblados cercanos, mientras el vecindario de Varennes bloquea los caminos para evitar la fuga de los carruajes.
Recién a las 0.30 horas del 22 de junio llegan a Varennes los húsares de Choiseul, que se habían retirado de Somme-Vesle, y se atrincheran ante la alcaldía pero sin atreverse a luchar contra la población. Choiseul envía al subteniente Röhrig a Stenay para pedir refuerzos al Regimiento Real Alemán del marqués de Bouillé, pero alerta al oficial Deslon -leal al rey- que se dirige a Varennes con un escuadrón de húsares, adonde llega recién a las 5.30 horas. Para entonces, al poblado han arribado guardias nacionales desde París, más los enviados de La Fayette -Bayon y Romeuf- que disponen enviar de vuelta a la capital a los fugitivos a las 8 horas. En inferioridad de número, los soldados de Choiseul no pueden luchar contra quienes retienen al rey mientras el pequeño escuadrón de Deslon ni siquiera logra entrar al poblado. Para cuando Bouillé llegó a Varennes, a las 9 horas, la cuestión estaba decidida y la familia real estaba ya en camino de regreso en París, bajo vigilancia militar.
Bouillé y Choiseul, así como los demás oficiales comprometidos en la fuga fallida, solo tuvieron como opción dejar al ejército y salir de Francia. El hermano de más edad del rey, el conde de Provenza, quien había hecho sus planes más detenidamente, logró escapar a Bruselas, donde se unió a los émigrés. El 25 de junio, al amanecer, la familia real retorna a París en medio de la hostilidad del pueblo.
Jérôme Pétion de Villeneuve, Latour-Maubourg y Antoine Barnave, representando a la Asamblea, se encontraron con la familia real en Épernay y regresaron con ellos. Desde ese momento, Barnave se convirtió en consejero y partidario de la familia real.

## Histórico completo de la fuga

### Salida de París - 20 de junio de 1791

#### 22:30
Dos doncellas de la reina María Antonieta, las señoras Brunier y Neuville, salen de las Tullerías para dirigirse a la localidad de Claye-Souilly, donde tienen que esperar a la berlina real.
Al mismo tiempo, en el bosque de Argonne y en Marne, unos 180 dragones de caballería bajo el mando del colonel Charles César de Damas, llegan a los pueblos de Clermont-en-Argonne y Auzéville-en-Argonne. Unos 40 húsares, comandados por el subteniente Boudet, acuden a Sainte-Ménéhould, teniendo la tarea de llegar a Pont-de-Somme-Vesle al día siguiente, que será el primer relevo después de Chalôns-en-Champagne.

#### 22:50
El conde Axel de Fersen sale de las Tullerías con el Delfín, Luis XVII, su hermana, María Teresa de Francia, y su gobernadora, Luisa Isabel de Croy. Suben al coche y circulan cerca del palacio del Louvre y de los muelles del Sena, antes de volver y pararse en la rue de l'Échelle, al lado del Louvre, esperando al resto de la familia real.

#### 23:30
Luis XVI y María Antonieta fingen ir a dormir, siguiendo la ceremonia tradicional. La Fayette y Romeuf acuden a las Tullerías para hacer su habitual visita de cortesía.

### Fuga de la familia real - 21 de junio de 1791

#### 0:10
El rey, disfrazado de ayuda de cámara, sube al coche que estaba esperando fuera de las Tullerías desde las 22:50. Su hermana, Madame Isabel de Francia, ya ha llegado y la reina les une a las 0:35, después de haberse perdido en una calle cercana.
Al empezar la fuga, la gobernadora Luisa Isabel de Croy jura que no se separará de los infantes reales. Así que el duque de Choiseul, que había reservado el último sitio en el coche para uno de sus mejores soldados, Louis-Fouquet de Vincens de Saint-Michel, se ve obligado a ceder este sitio a la gobernadora por orden del rey. Para el historiador Jules Michelet, ese motivo será uno de los motivos que explica el fracaso de la fuga porque la expedición decidió separarse de un soldado competente que ya conocía el trayecto a seguir.

#### 1:50
La familia real cambia su coche por una berlina más cómoda y larga, con hora y media tarde sobre el horario inicialmente previsto.

#### 2:30
Primer relevo en Bondy: Hans Axel de Fersen, que había acompañado a la familia real, baja de la berlina.

#### 4:00
Las doncellas de María Antonieta, las señoras Brunier y Neuville, se unen a la expedición en Claye-Souilly.

#### 7:00
El ayuda de cámara en las Tullerías se entera de que el rey no está ya en sus habitaciones y encuentra un texto escrito por Luis XVI en persona, titulado «Declaración a los franceses». El documento contiene una queja del rey contra algunas nuevas normas impuestas por la Revolución aunque no rechaza las recientes reformas importantes como la abolición del sistema feudal. La "Declaración" será censurada por La Fayette y por la Asamblea Nacional. Su contenido nunca será comunicado al pueblo francés y no será conocido en su integridad durante la época revolucionaria. A lo largo del texto, el rey critica la influencia creciente del grupo político de los Jacobinos sobre la sociedad francesa y expresa su voluntad de tener un poder ejecutivo fuerte y autónomo respecto a la Asamblea.
Al mismo tiempo, el conde de Provenza (futuro Luis XVIII) abandona la capital francesa y se va a Mons, en Bélgica, después de haber cruzado sin ninguna dificultad las ciudades de Maubeuge y Avesnes-sur-Helpe. Se moverá más tarde en Marche-les-Dames, donde será informado del fracaso de la expedición del rey.

#### 8:00
La noticia de la huida de la familia real se propaga en París. Para calmar la situación, la Asamblea decide usar el término de "secuestro" del rey, y no el de "fuga".

#### 10:00
Unos 60 húsares, bajo el mando del subteniente Röhrig, se estacionan en el convento de los Cordeleros en Varennes-en-Argonne. En el pueblo de Dun-sur-Meuse, situado a 24 kilómetros del lugar final de la fuga, llega una tropa de unos 100 húsares. Parte del grupo será desplazado bajo el mando de Boudet, él mismo dirigido por el duque de Choiseul, en Pont-de-Somme-Vesle para recibir a la familia real.
La berlina llega en Viels-Maisons, donde el rey es reconocido por el posadero François Picard.

#### 11:00
El convoy se para en Montmirail con tres horas de retraso. Desde París, el Marqués de La Fayette envía cartas a varias direcciones, para que la familia real sea detenida. En los pueblos de Sainte-Ménéhould y Clermont-en-Argonne, los campesinos temen la llegada de los soldados de la guardia nacional y de los caballeros persiguiendo al rey.

#### 14h30
La berlina sigue su camino pero el rey es de nuevo identificado, esta vez en Chaintrix, por el administrador de correos local. A la salida de la ciudad, los caballos caen en dos ocasiones, lo que genera aún más retraso. A las 16:00, viene a Chaintrix el húsar de Briges que persigue al rey antes de que llegue Bayon, otro húsar enviado por orden de La Fayette. Después irá hasta Châlons-en-Champagne para informar que el rey y la familia real ya habían pasado.

#### 16:00
Los fugitivos llegan a Châlons-en-Champagne por la avenida de París, cruzan el río Marne y giran hacia la calle de Marne. Con cuatro horas de retraso, hacen el relevo de caballos en la casa del jefe de correos, Viet, en la calle Saint-Jacques (actual calle Léon-Bourgeois) antes de dirigirse hacia Sainte-Ménéhould. Al mismo momento, hartos de esperar y amenazados por campesinos asustados frente a la presencia de militares, los húsares ubicados en Pont-de-Somme-Vesle reciben la orden de Choiseul de retirarse para tomar la dirección de Varennes-en-Argonne por los campos y evitando las rutas principales.

#### 19:55
La berlina se para delante del punto de relevo en Sainte-Ménéhould. El administrador de correos local, Jean-Baptiste Drouet, reconoce al rey pero no reacciona, porque todavía no se le había informado de que se trataba de una fuga. Perseguirá al rey tan pronto como haya sido designado por la comuna, un poco más tarde.

#### 20:10
Se reanuda la fuga, la berlina real abandona Sainte-Ménéhould para dirigirse hacia Clermont-en-Argonne, donde les espera el regimiento del coronel Charles César de Damas. Bajo la presión de la multitud local con la que acaban pactando, los soldados de Damas abandonan finalmente su puesto pero los vecinos dejan pasar a la berlina. Acompañado por unos soldados, Damas seguirá el trayecto del rey a distancia.

#### 21:00
Dándose cuenta de que el convoy real tomaba la dirección de Varennes, después de haber pedido caballos para ir en Verdún, Drouet y su amigo Jean-Chrisosthome Guillaume empiezan la búsqueda del rey. Cruzan a campo traviesa el bosque de Argonne y el pueblo de Les Islettes y llegan a Varennes, donde creen que pasará la berlina. Durante esto, los dragones están siendo desarmados por la población en Sainte-Ménéhould.

#### 22:50
La berlina se para a la entrada de Varennes-en-Argonne, mientras un postillón busca el lugar del relevo. Pero al final los fugitivos se dan cuenta de que no hay ningún húsar entre los que tenían que escoltarlos. Llaman a la puerta del señor de Préfontaines para saber dónde están los caballos pero el hombre indica que no sabe nada de un posible relevo.
En realidad, viendo que el convoy todavía no había llegado (por culpa del retraso acumulado), el relevo fue desplazado en la ciudad baja, es decir al otro lado del puente que cruza el río Aire.

#### 22:55
Jean-Baptiste Drouet y Jean-Chrisosthome Guillaume llegan en Varennes, pasan al lado de la berlina parada y advierten al procureur-syndic (administrador local del distrito y elegido por los ciudadanos para ser nexo entre el poder ejecutivo y las administraciones locales), Jean-Baptiste Sauce, de que la berlina fugitiva está parada en la parte alta de la ciudad. Se decide inmediatamente cerrar la carretera del puente del Aire por donde debe pasar el coche. La guardia nacional, comandada por el general Radet, coloca dos cañones que impiden la circulación sobre el puente.

#### 23:10
La berlina es detenida cerca de la barricada del puente, al lado de la iglesia Saint-Gengoult. Jean-Baptiste Sauce, ante la presión de los habitantes, obliga a los fugitivos a salir del coche y les hace entrar en su casa, ubicada al lado de la taberna «Le Bras d’or», para controlar sus documentos de identidad.
Suena la campana a rebato para advertir a los soldados cercanos. Poco tiempo después, llegan Bayon y Romeuf desde la capital con la orden de detener a la familia real. Al mismo tiempo, la tropa de Choiseul encuentra al rey en la casa de Sauce.

### La noche en Varennes - 22 de junio de 1791

#### 0:30
El juez Jacques Destez, que vivió bastante tiempo en Versalles, reconoce la cara del rey, eliminando así las dudas sobre la verdadera identidad de los miembros de la familia real, que viajaban con documentos falsos. Los húsares ubicados en el convento de los Cordeleros pactan con los habitantes y terminan por irse. Jean-Pierre-Sébastien Mangin, cirujano, es enviado a París para contar la noticia de la captura de la familia real.
Parte de los húsares bajo el mando de Choiseul se posiciona frente a la casa de Jean-Baptiste Sauce mientras que el subteniente Röhrig intenta alcanzar al marqués de Bouillé, que ya estaba yendo a Stenay. El rebato sigue sonando y cada vez más campesinos y soldados llegan a Varennes.

#### 5:30
El oficial militar, Charles-Georges Calixte Deslon, quien era responsable del relevo de Dun-sur-Meuse, ya ha visto pasar a Bouillé (alrededor de las 3:00) y después a Röhrig, y empieza a entender lo que está pasando en Varennes. Llega con sus húsares a las 5:30 pero la guardia nacional le impide penetrar en el pueblo. A pesar de todo, logra hablar con el rey proponiéndole una salida forzada de la casa para seguir el camino hacia Montmedy, pero el monarca lo rechaza y prefiere esperar a las tropas del marqués de Bouillé.

#### 7:45
La población de Varennes, los representantes de la Asamblea legislativa, Bayon y Romeuf, y los soldados de la guardia nacional deciden mandar al rey y a su familia de vuelta a París. La muchedumbre se acerca a la berlina real, rodeada por los soldados republicanos y los dragones que se unieron al bando de los locales. A las 8:00, el convoy real toma la dirección de la capital francesa.
El duque de Choiseul y el conde de Damas son detenidos por la multitud mientras que el oficial Deslon intenta una última operación para salvar al rey pero no lo logra, porque sus húsares todavía no pueden cruzar el puente sobre el río Aire. El Regimiento Real Alemán llega a Varennes a las 9:00, pero es demasiado tarde pues el rey ya está en camino a París, bajo custodia. A los oficiales militares que fracasaron en esta fuga, sólo les queda la posibilidad de emigrar para evitar las sanciones.

### Regreso de la familia real a París

#### 22 de junio de 1791 - 22:00
En la capital, la Asamblea es informada por Mangin de la detención de la familia real y nombra a tres comisarios para acompañar la vuelta de la berlina: Antoine Barnave, Jérôme Pétion de Villeneuve y Charles-César de Faÿ de la Tour-Maubourg. Los dos primeros de ellos se sentarán en la berlina real, al lado del rey y de la reina, durante el viaje de vuelta para disuadir de que se dispare sobre los fugitivos.

#### 23:00
La familia llega a Châlons-en-Champagne y pasa la noche en el hotel de la Intendencia.

#### 23 de junio de 1791 - 12:00
El cortejo real abandona Châlons-en-Champagne después de haber asistido a una misa, que será interrumpida.

#### 16:00
El convoy llega a Épernay, donde cena la familia real.

#### 17:30
Los tres diputados de la Asamblea Nacional, acompañados por el coronel Mathieu Dumas, se unen a la familia real en Boursault, pueblo situado entre Épernay y Dormans. Desde París, el Club de los Cordeliers, grupo político liderado por Georges Danton, pide la instauración de la República.

#### 24 de junio - 6:00
La berlina sigue su ruta hacia París y hace una pausa para desayunar en La Ferté-sous-Jouarre, y dormirá en Meaux para la noche. El mismo día en la capital, una petición firmada por unas 30.000 personas pide también la proclamación de la República.

#### 25 de junio - 7:00
La familia real abandona Meaux mientras que, al amanecer, centenares de parisinos convergen hacia esta misma ciudad para encontrar los fugitivos. La ciudad está inundada de panfletos violentos e injuriosos contra el rey y la reina.

#### 14:00
Los primeros parisinos que salieron de la ciudad al amanecer se encuentran con la berlina en Villeparisis.

#### 18:00 - 19:00
El convoy real entra en la capital a través de las avenidas de La Chapelle, Rochecouart y Clichy. Para evitar situaciones violentas, el Ayuntamiento de París decide que los fugitivos tienen que cambiar su trayecto tomando un recorrido más largo, y que entrarán en las Tullerías por la avenida de los Campos Elíseos y la Plaza de la Concordia. La guardia nacional forma un pasillo en el trayecto de la berlina y obliga al abundante público a guardar silencio al pasar el convoy con la orden siguiente decidida por La Fayette: «El que aplauda al rey será azotado, el que lo insulte será colgado.» La atmósfera es tensa.

#### 22:00
La berlina acaba su larga aventura y llega al Palacio de las Tullerías. En este momento, la muchedumbre protesta desde las verjas perimetrales del edificio. La guardia nacional tuvo que intervenir para evitar todo acto de violencia, en particular sobre María Antonieta que generaba mucha indignación entre los manifestantes.
Al final, la fuga fallida de Varennes fue un punto de inflexión importante en la época revolucionaria y marcó la ruptura definitiva de la confianza entre el rey y el pueblo francés. Apenas catorce meses más tarde, la monarquía será completamente derrocada durante las manifestaciones y violencias de la jornada del 10 de agosto de 1792.

## Resultados
Cuando llegaron los fugitivos a París en la mañana del 25 de junio la multitud estaba en silencio, aunque con algunos gritos de hostilidad. La Asamblea Nacional provisional suspendió al rey en sus funciones y mantuvo a la pareja real bajo custodia. Desde este punto en adelante la posibilidad, no solo de la deposición o de una forzada abdicación de este rey, sino el establecimiento de una república, entraron al discurso político.
Finalmente el rey fue perdonado por la Asamblea basándose en la ficción de que no se había fugado, sino que había sido «raptado». A cambio, Luis XVI se vio obligado a jurar la Constitución de 1791 que instauraba jurídicamente en Francia la monarquía constitucional. Esta decisión de perdonar al rey ahondó las diferencias entre los «patriotas» pues la instauración de una república y suprimir la monarquía dejaba de parecer inviable, al considerarse desleal al rey Luis.
Para los aún monárquicos moderados, ya no era posible pretender que la Revolución se había realizado con el consentimiento del rey. Algunos republicanos exigieron su deposición y encarcelamiento, otros su juicio por traición a la patria en favor de los enemigos extranjeros del pueblo francés. La desconfianza mutua entre los monárquicos y los republicanos tuvo como consecuencia final la condena a la guillotina del rey y su esposa. Así, tras un juicio por traición, Luis XVI será ejecutado el 21 de enero de 1793 y María Antonieta el 16 de octubre de 1793.